# Prodida stella
Prodida stella là một loài nhện trong họ Gnaphosidae.
Loài này thuộc chi Prodida. Prodida stella được Michael Saaristo miêu tả năm 2002.